# Ancorina cerebrum
Ancorina cerebrum är en svampdjursart som beskrevs av Schmidt 1862. Ancorina cerebrum ingår i släktet Ancorina och familjen Ancorinidae. Inga underarter finns listade i Catalogue of Life.